# Schnürknoten

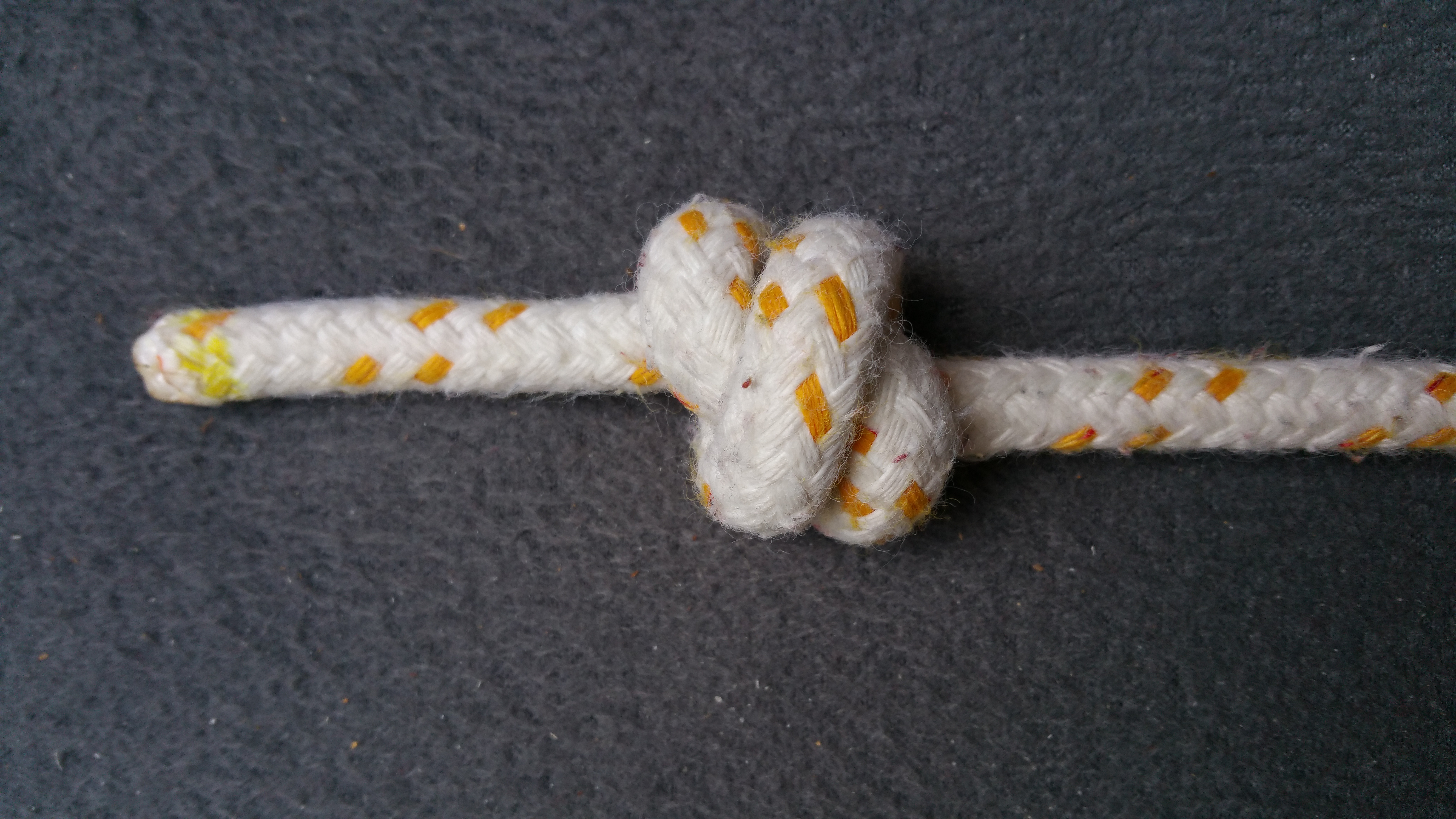
Doppelter Überhandknoten (ein großer und kräftiger Stopperknoten)

Der Schnürknoten dient zum Verschnüren von Objekten oder als Festmacher an einer Stange. Er besteht aus einem Doppelten Überhandknoten, der um einen zylindrischen Gegenstand gebunden ist.

## Anwendung
Der Schnürknoten ist hauptsächlich ein Bindeknoten.
Er ist gut geeignet, einen Gegenstand zusammen- oder zuzubinden. Beispielsweise einen Sack oder einen Beutel, wobei es ratsam ist, ihn auf auf Slip zu legen, um ihn wieder rasch lösen zu können.
Mit einem oder zwei zusätzlichen Törns erhält man mit dem Schnürknoten einen guten provisorischen Takling für den Tampen eines Endes.

## Knüpfen

### Knüpfversion I (Gesteckter Schnürknoten)

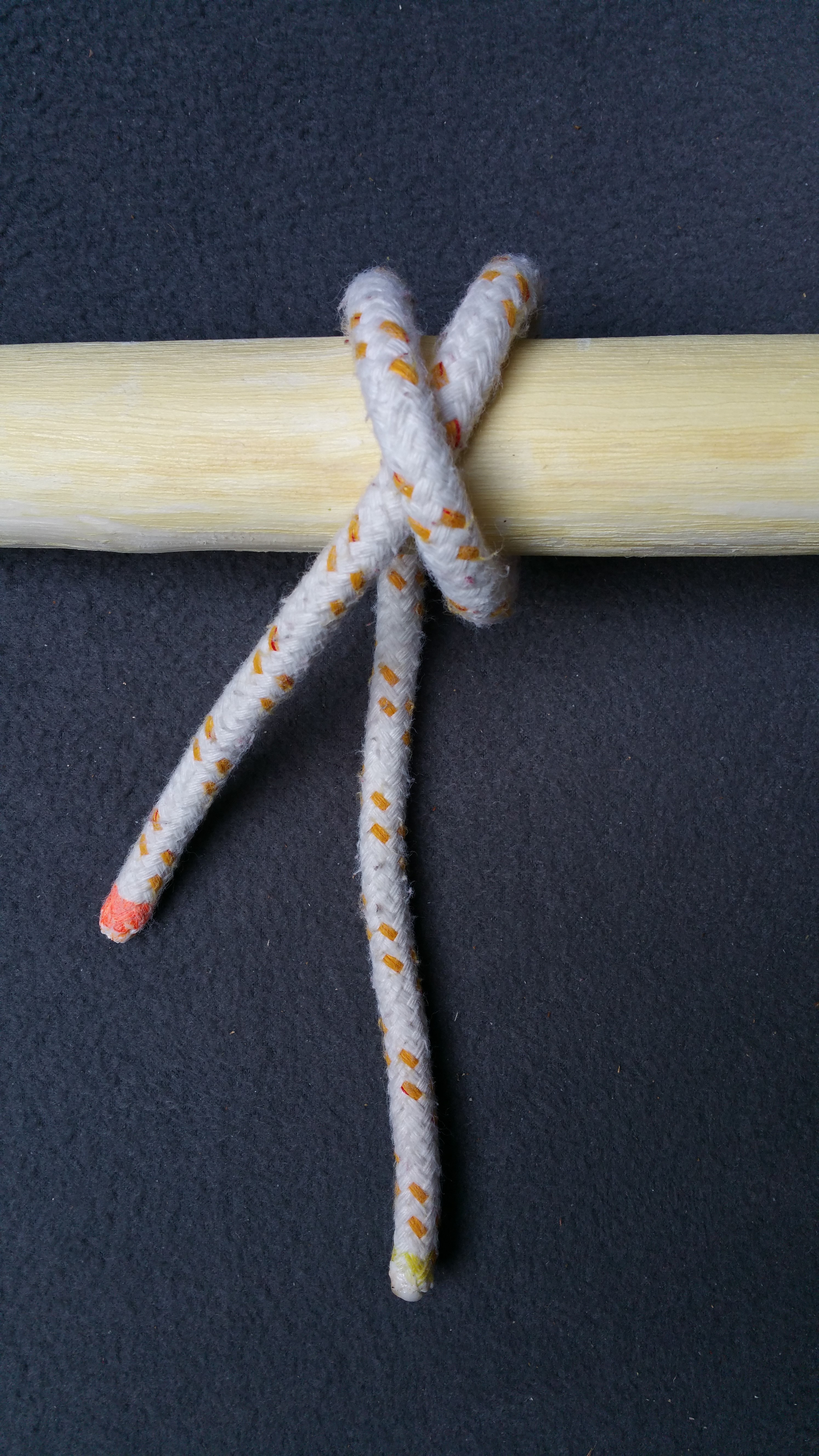
Den Schnürknoten beginnt man mit einem einfachen Törn um ein Objekt, anschließend einen zweiten Törn um das Objekt, der den ersten Törn kreuzt.
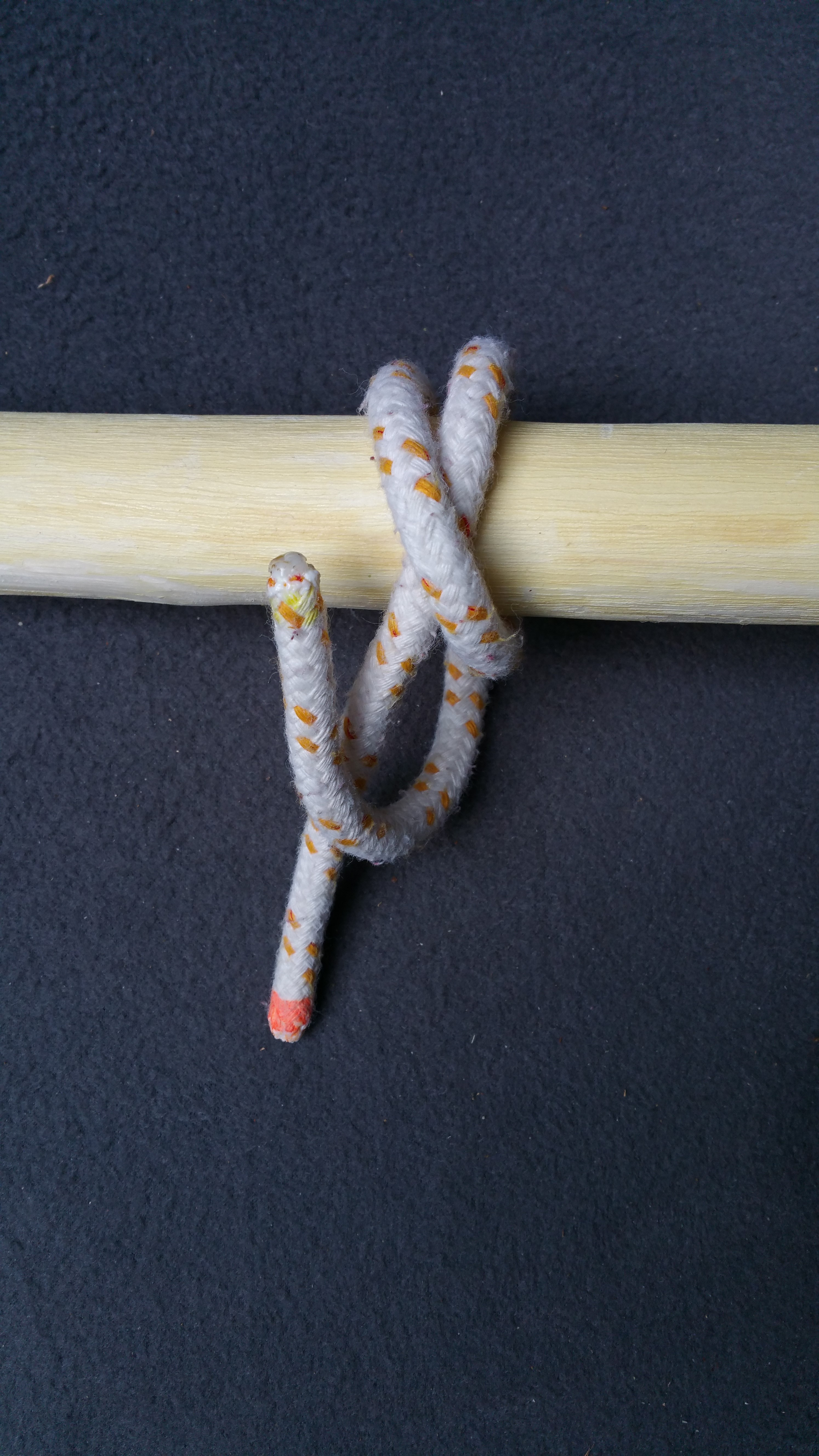
Dann wird das lose Seilende (Tampen) unter die zwei Leinen (Parten) gesteckt …
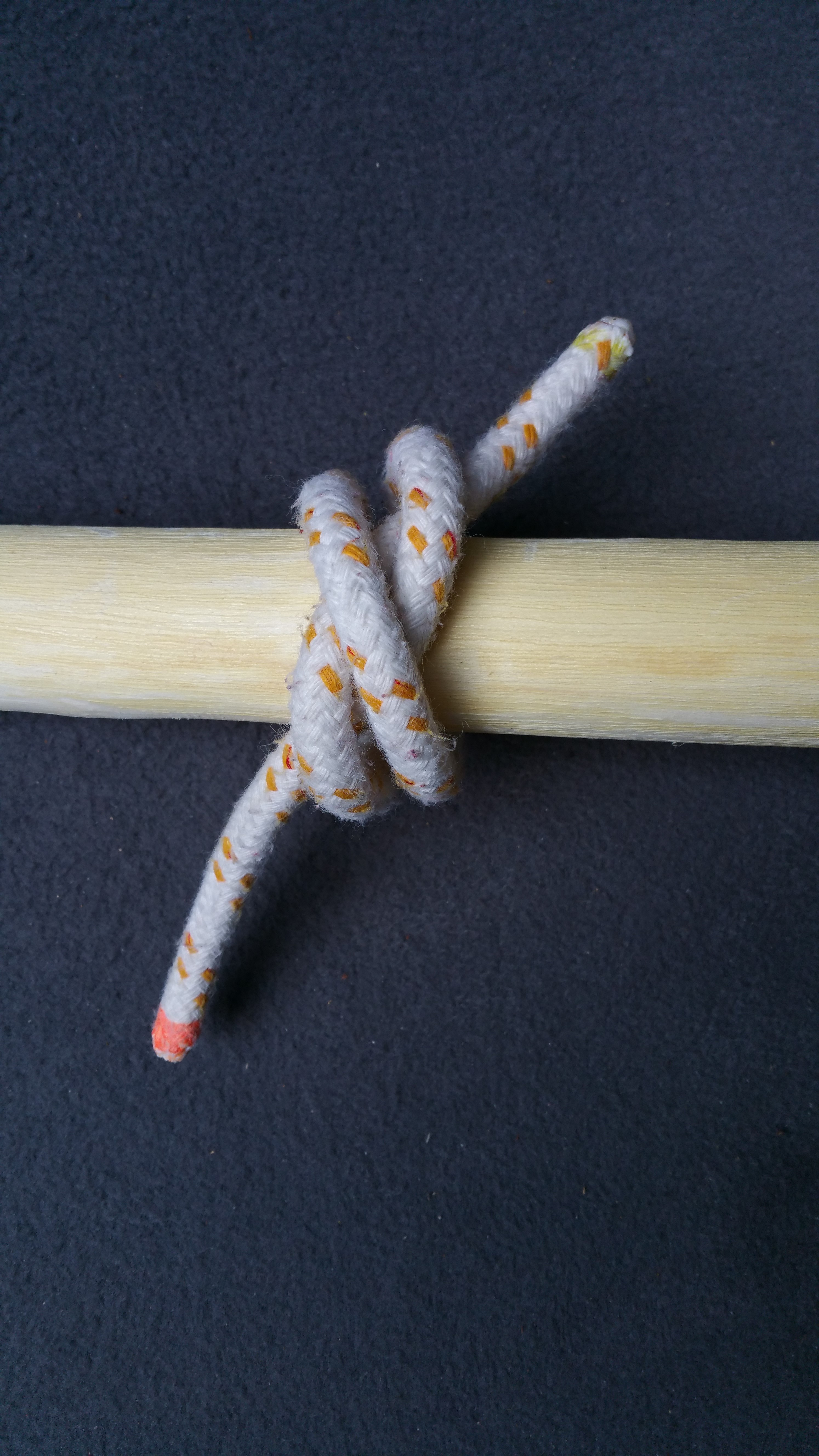
… und durchgezogen.
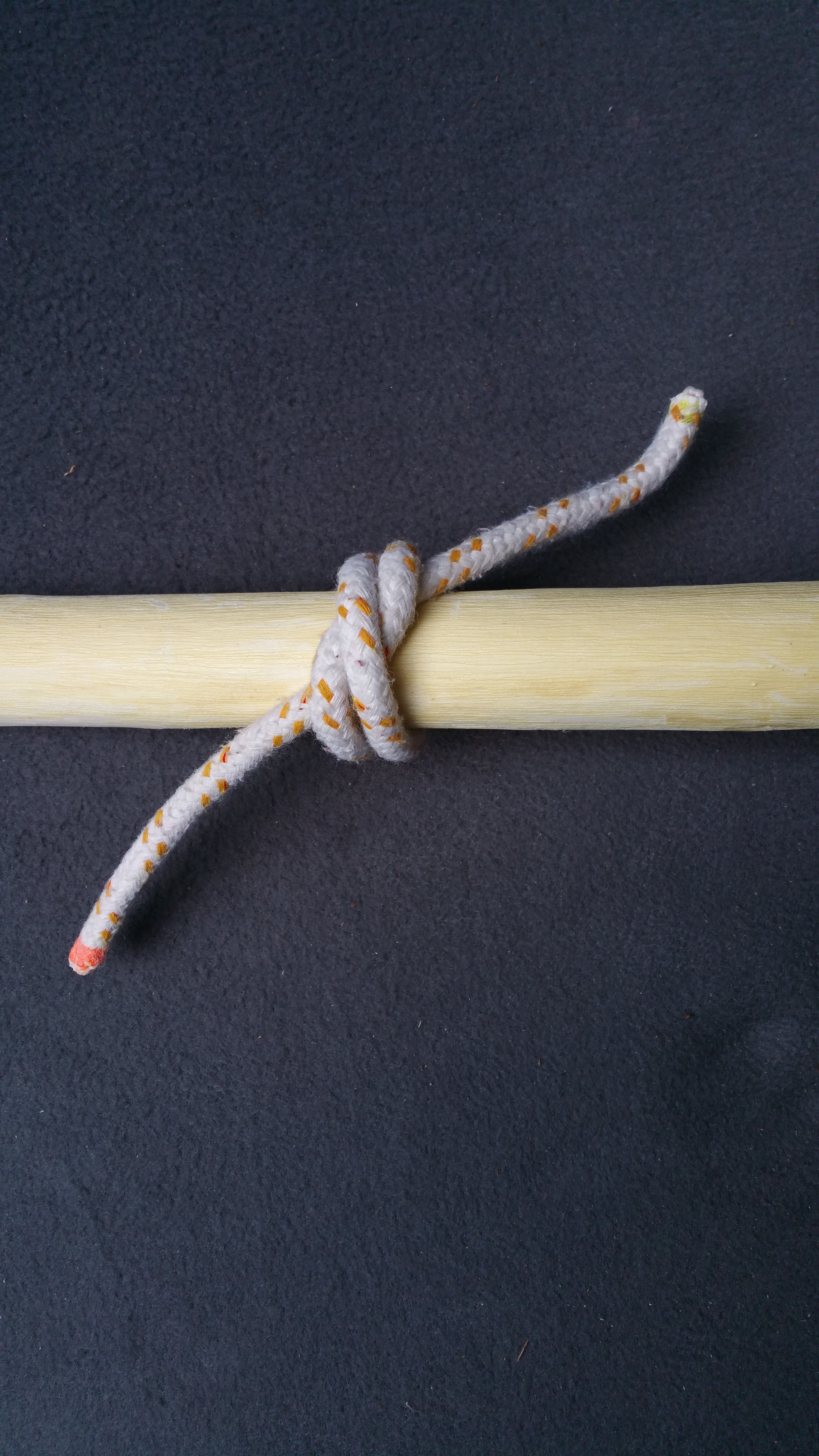
Jetzt noch zuziehen. Man kann auch mit einer Bucht oder Schlaufe abschließen. Dies ergibt einen Slipknoten, um den Schnürknoten wieder besser aufbinden zu können.

### Knüpfversion II (Gelegter Schnürknoten)
Wenn man die Leine um ein Objekt legen kann, kann man zuvor einen Doppelten Überhandknoten knüpfen, ihn in die Form des Schnürknoten bringen und diesen dann um das Objekt legen.

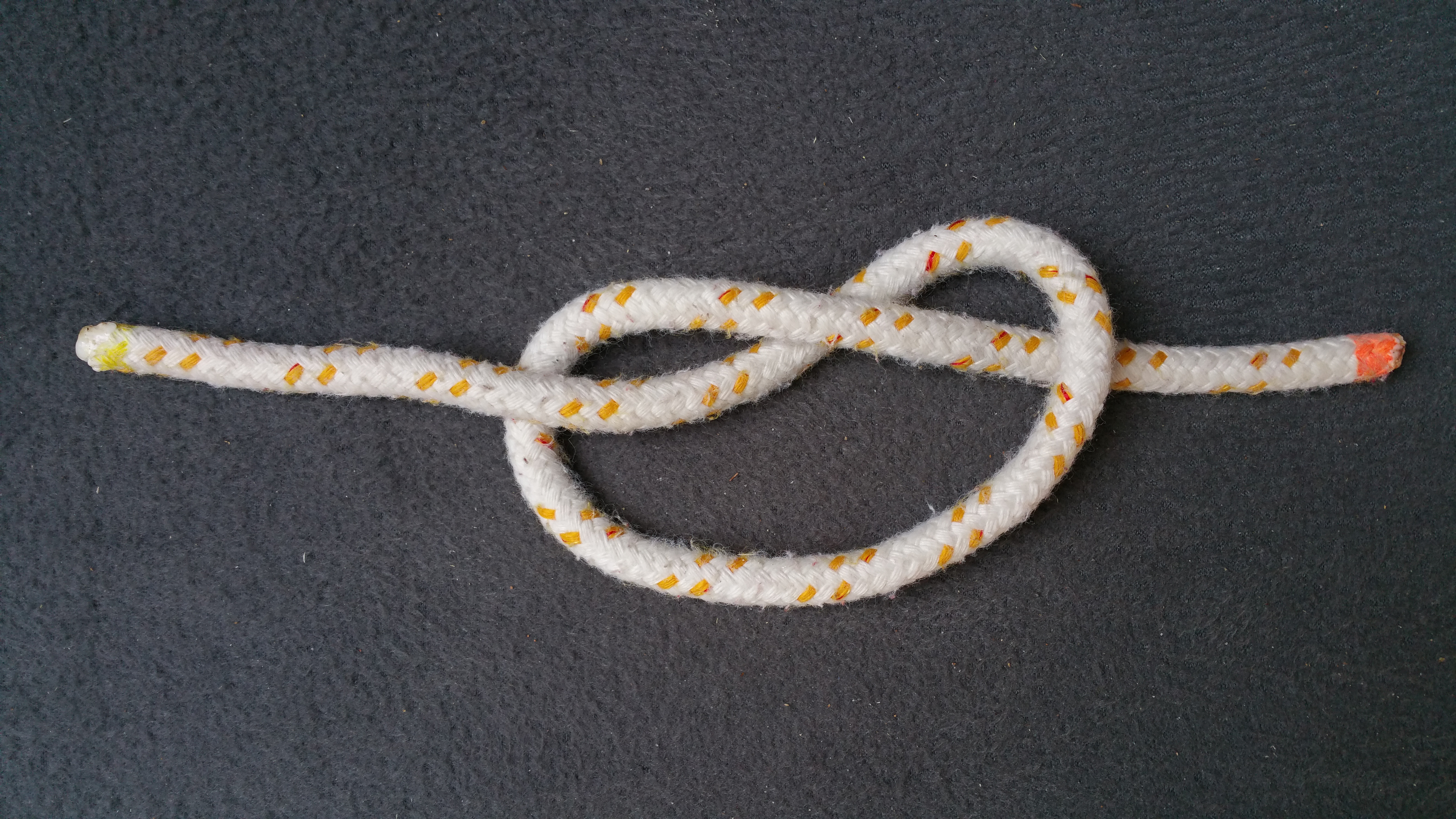
Zuerst bindet man einen Überhandknoten, indem das Ende um die eigene stehende Part gewunden wird.
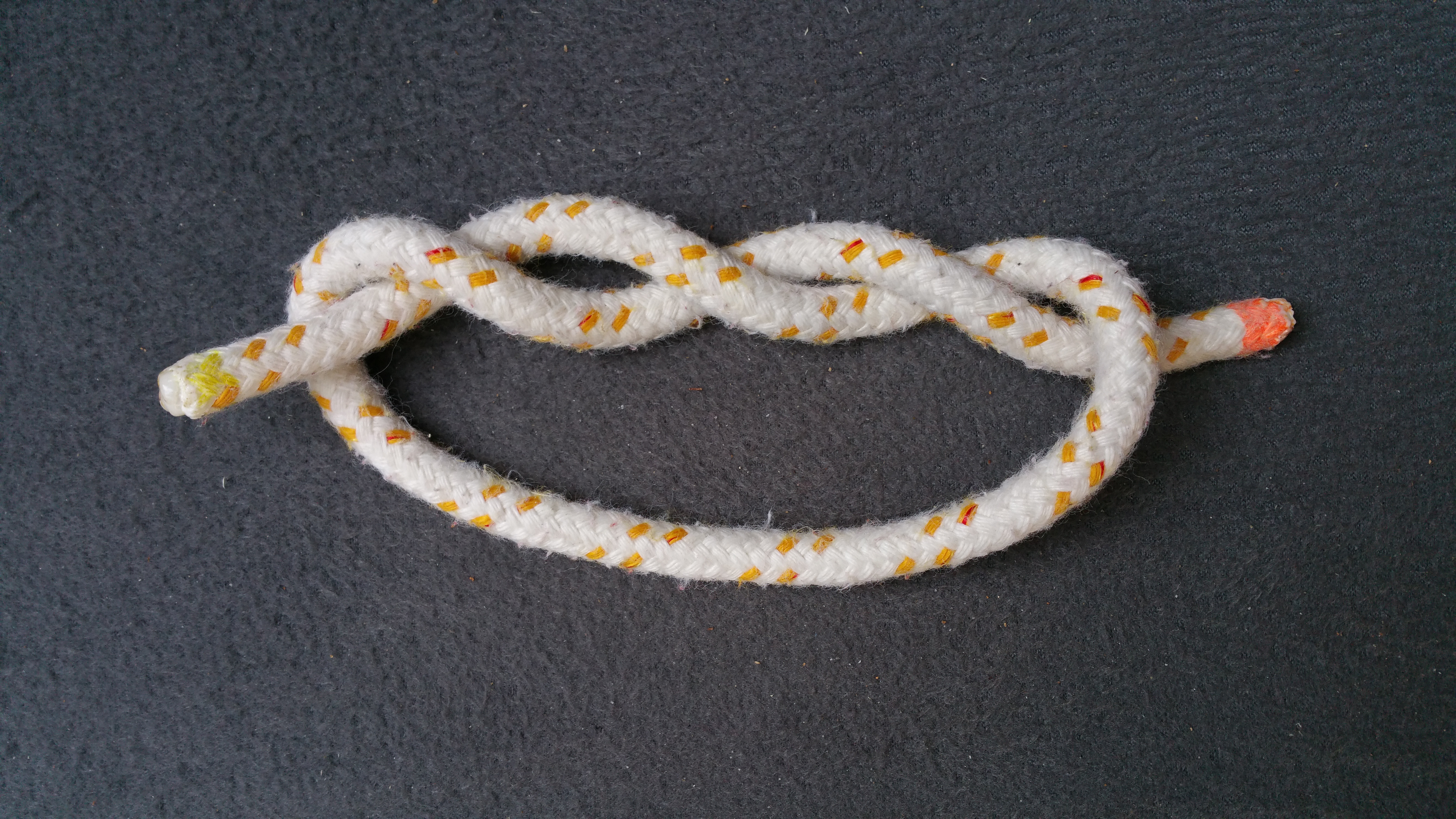
Die lose Part wird noch einmal durch das Auge gelegt.
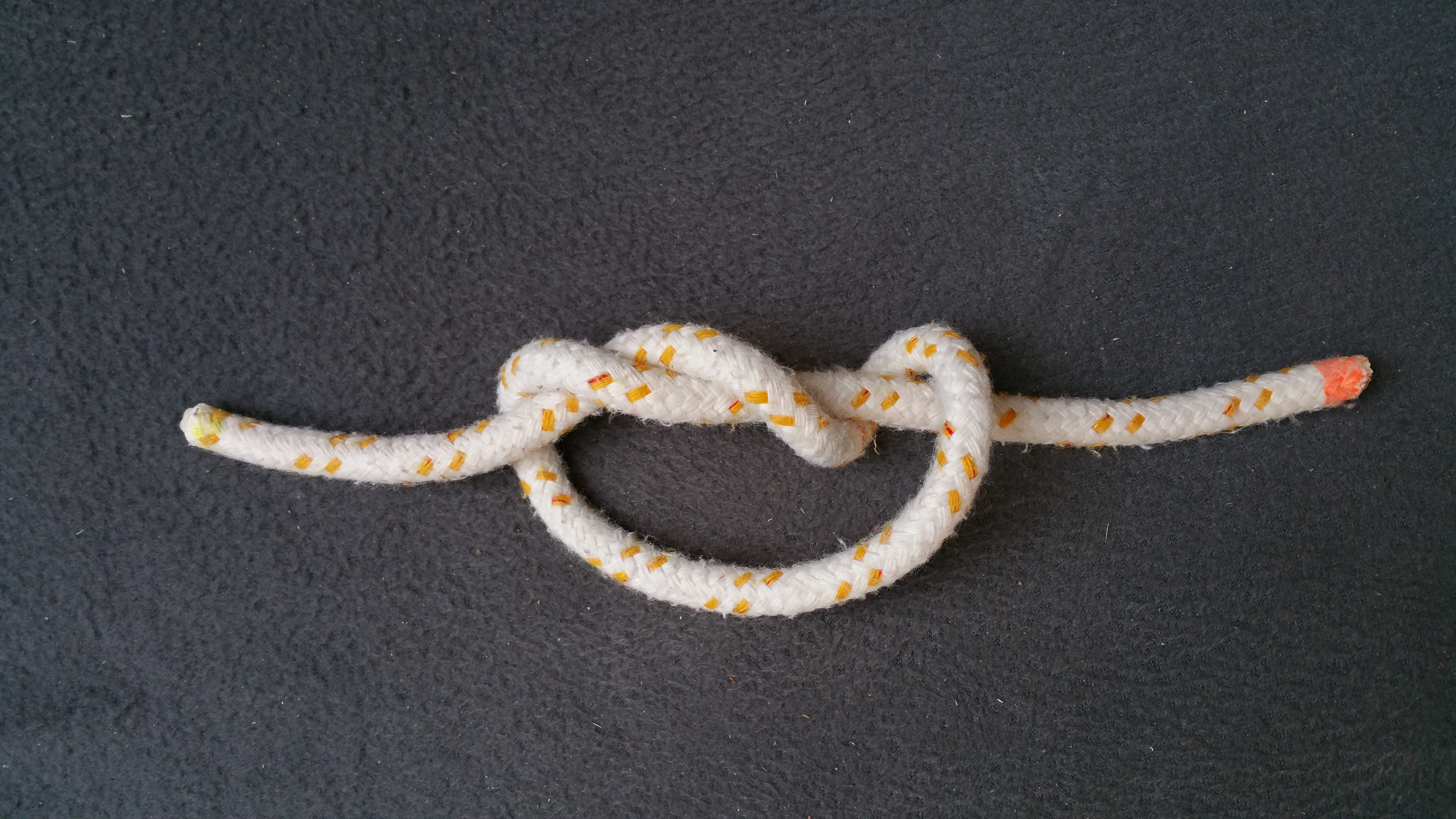
Man zieht leicht an beiden Enden des Seiles oder Fadens, der Knoten dreht sich beim Zuziehen um sich selbst.
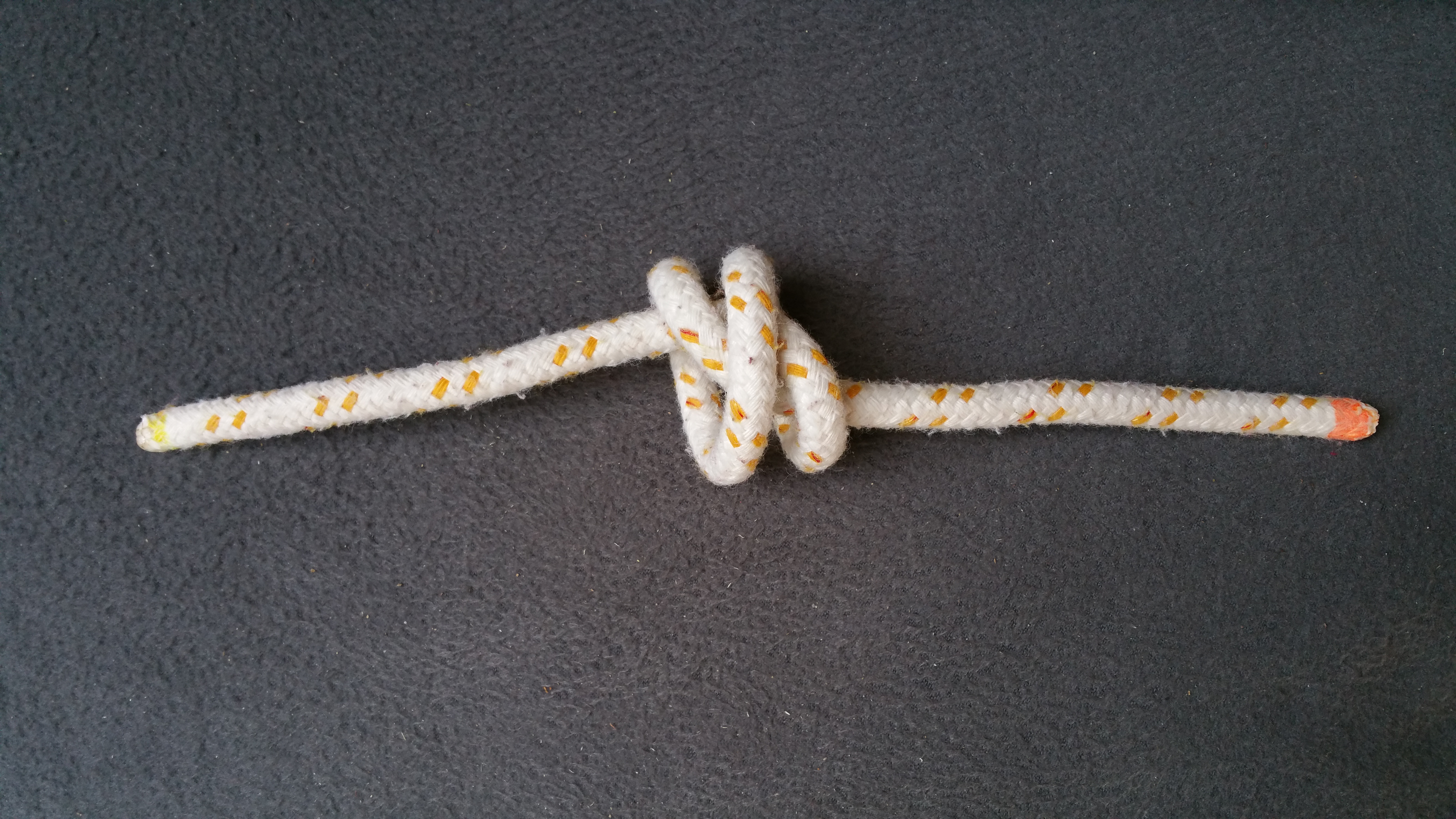
Den Knoten an beiden Tampen (Enden) ziehen und dabei die äußeren Törns nach innen drücken.
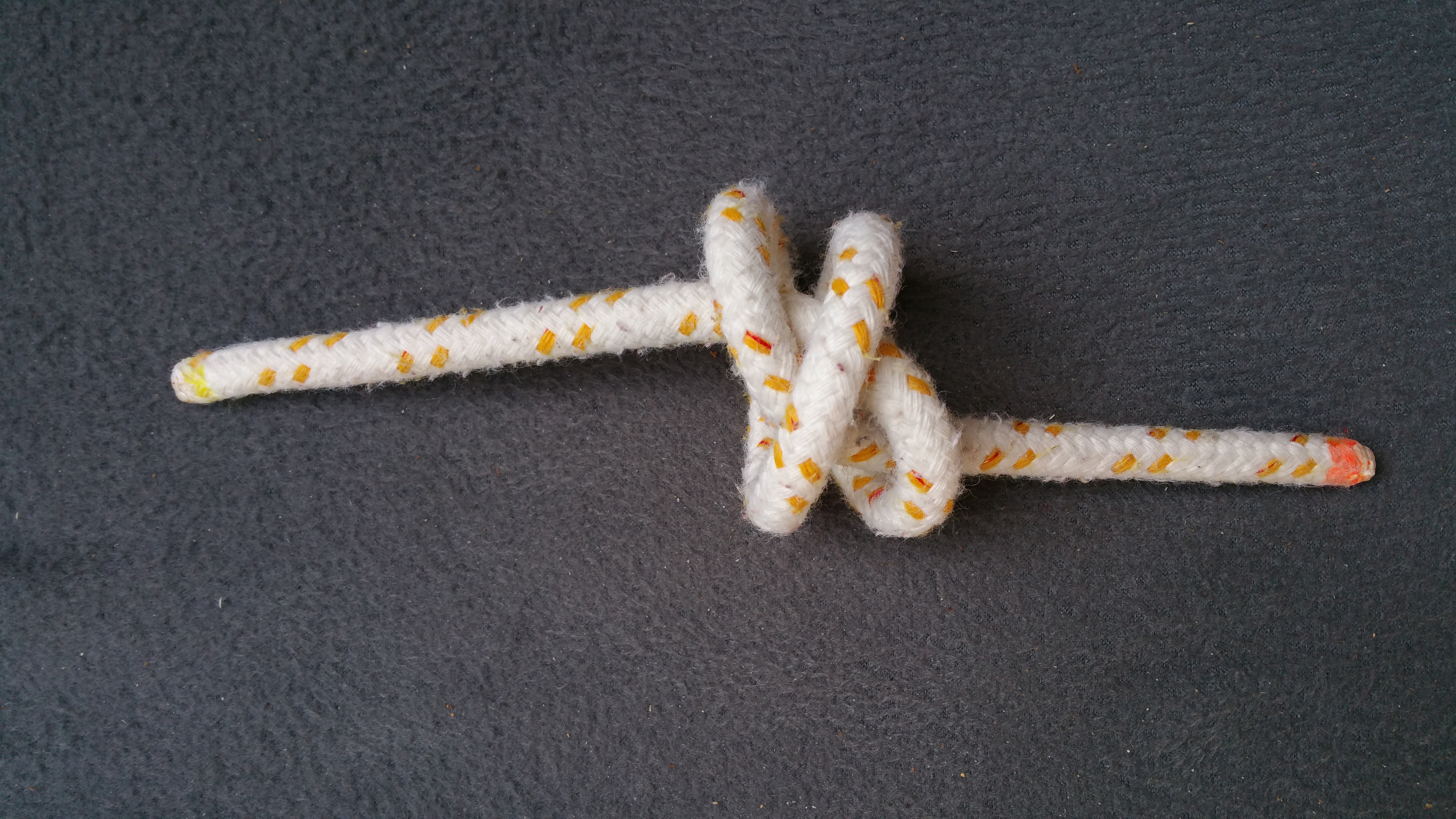
Dann die zwei Törns aufziehen …
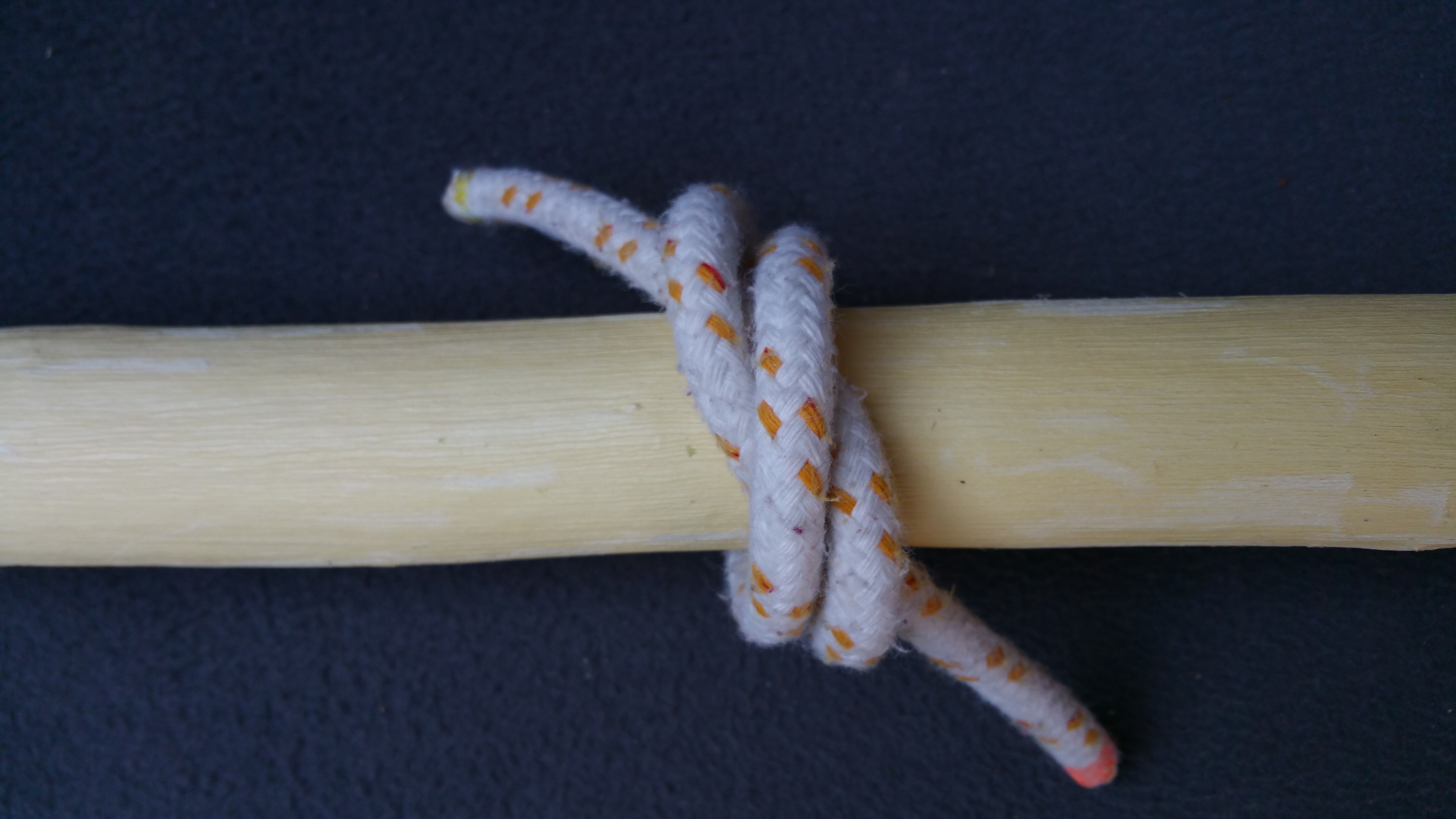
… und über das Objekt legen.
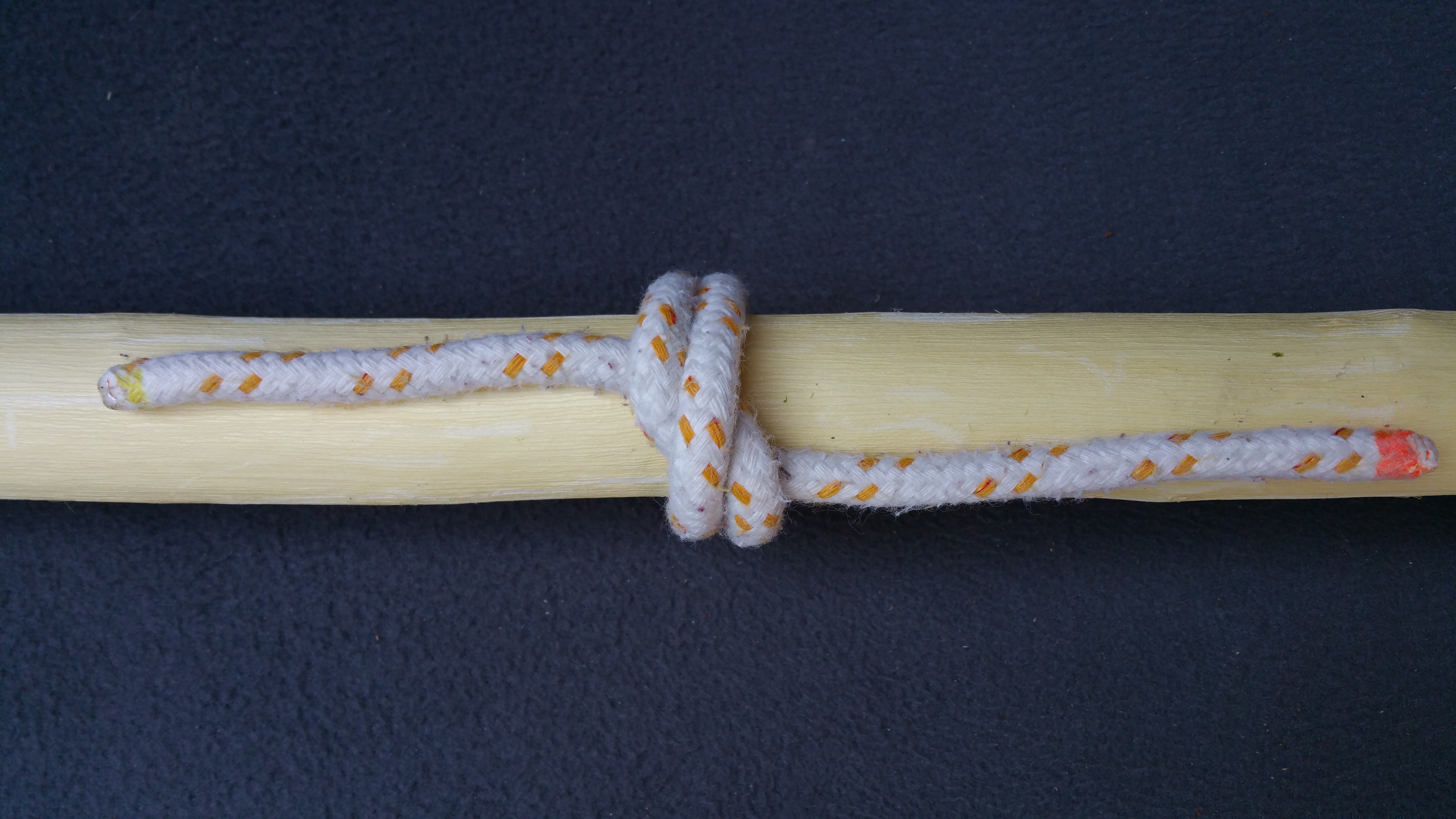
Dann den Knoten fest zuziehen.

## Schnürknoten mit Extratörns
Mit einem oder zwei zusätzlichen Törns erhält man mit dem Schnürknoten einen guten provisorischen Takling für den Tampen eines Endes.

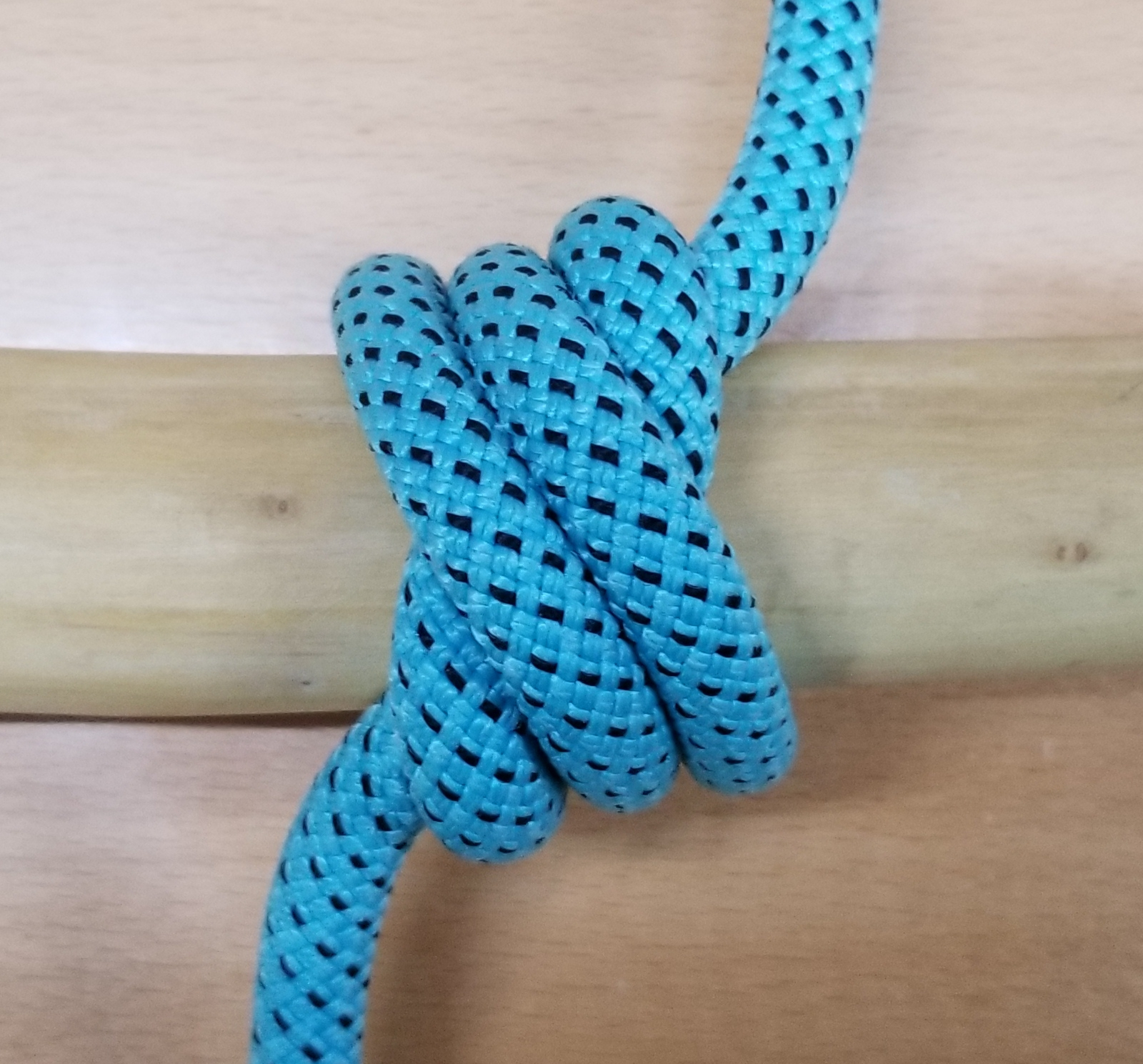
Schnürknoten mit einem Extratörn (Basis Dreifacher Überhandknoten)
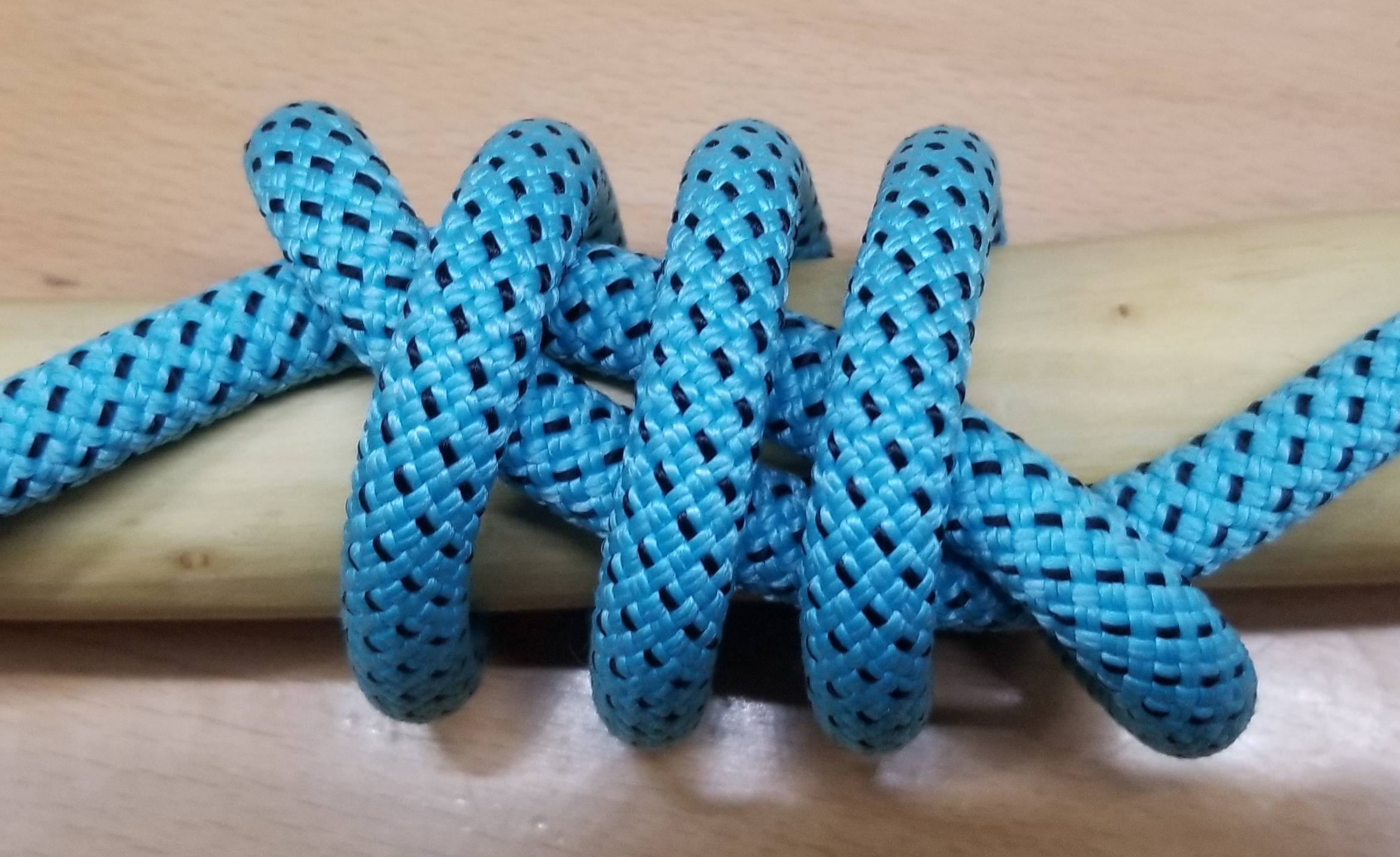
Schnürknoten mit zwei Extratörns (Basis Vierfacher Überhandknoten)

## Alternativen

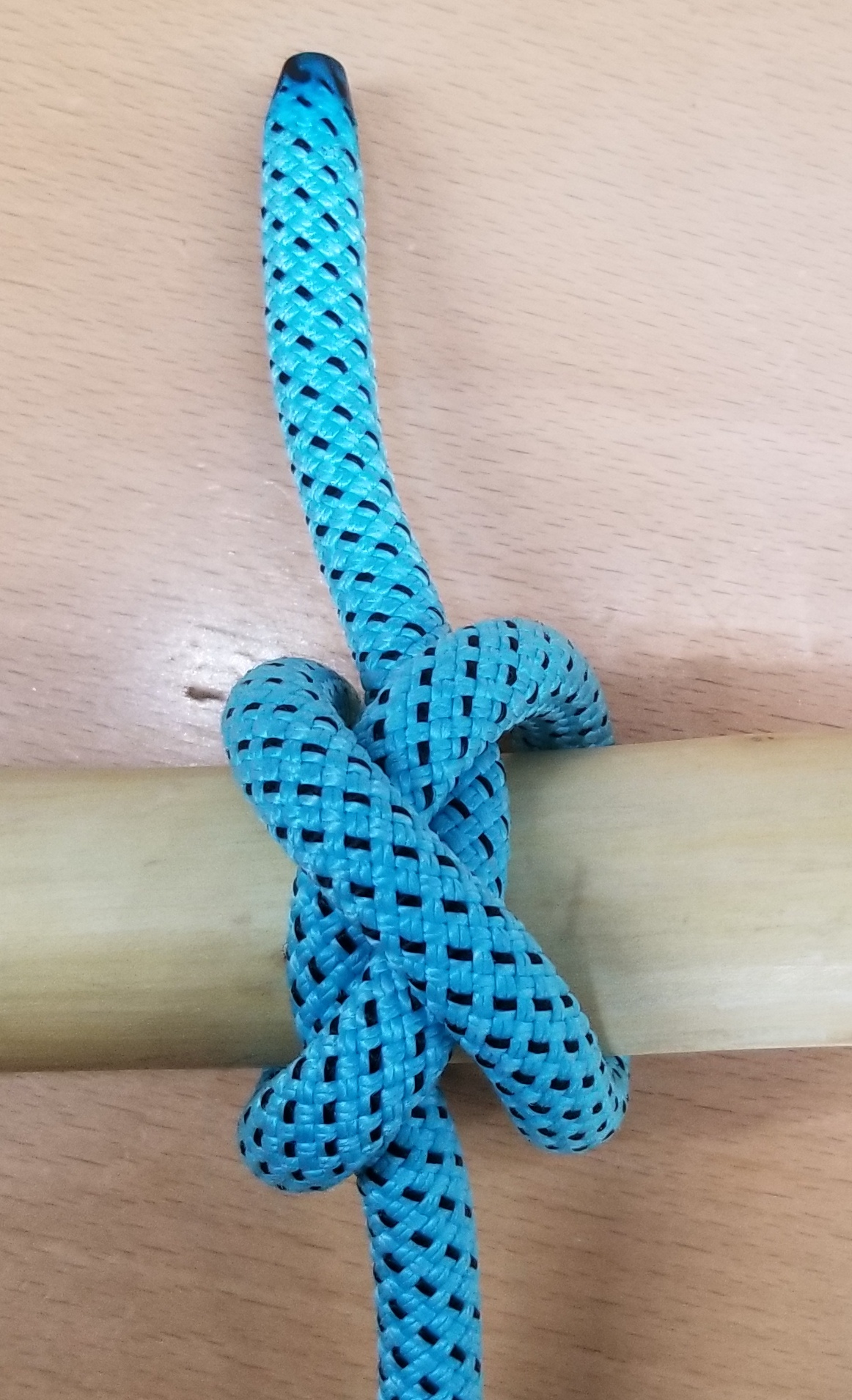
Der Würgeknoten (Konstriktorknoten) ist einer der haltbarsten Schnürknoten.
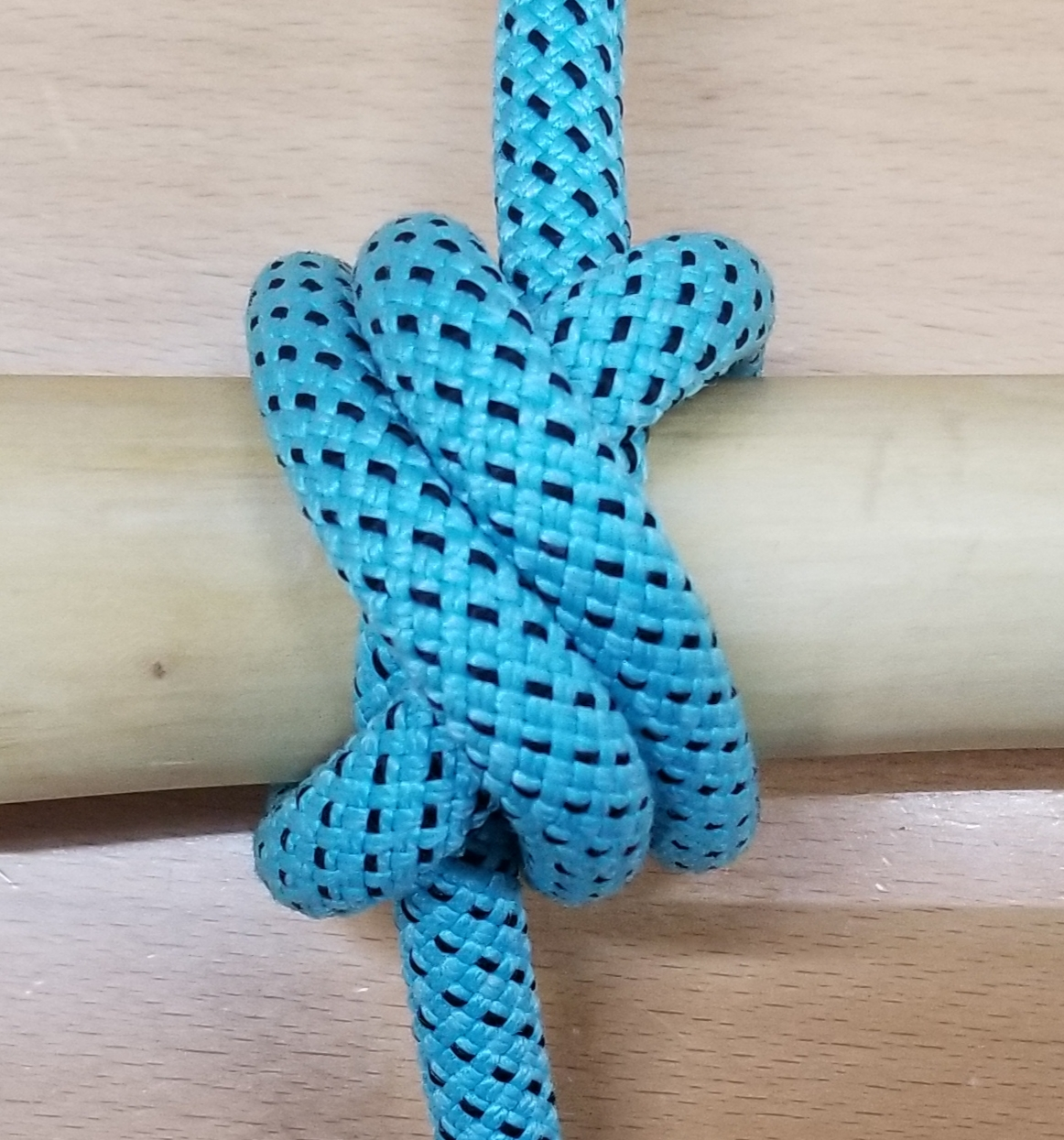
Will man einen großen dauerhaften Takling machen. kann man den Würgeknoten mit einem Extratörn machen
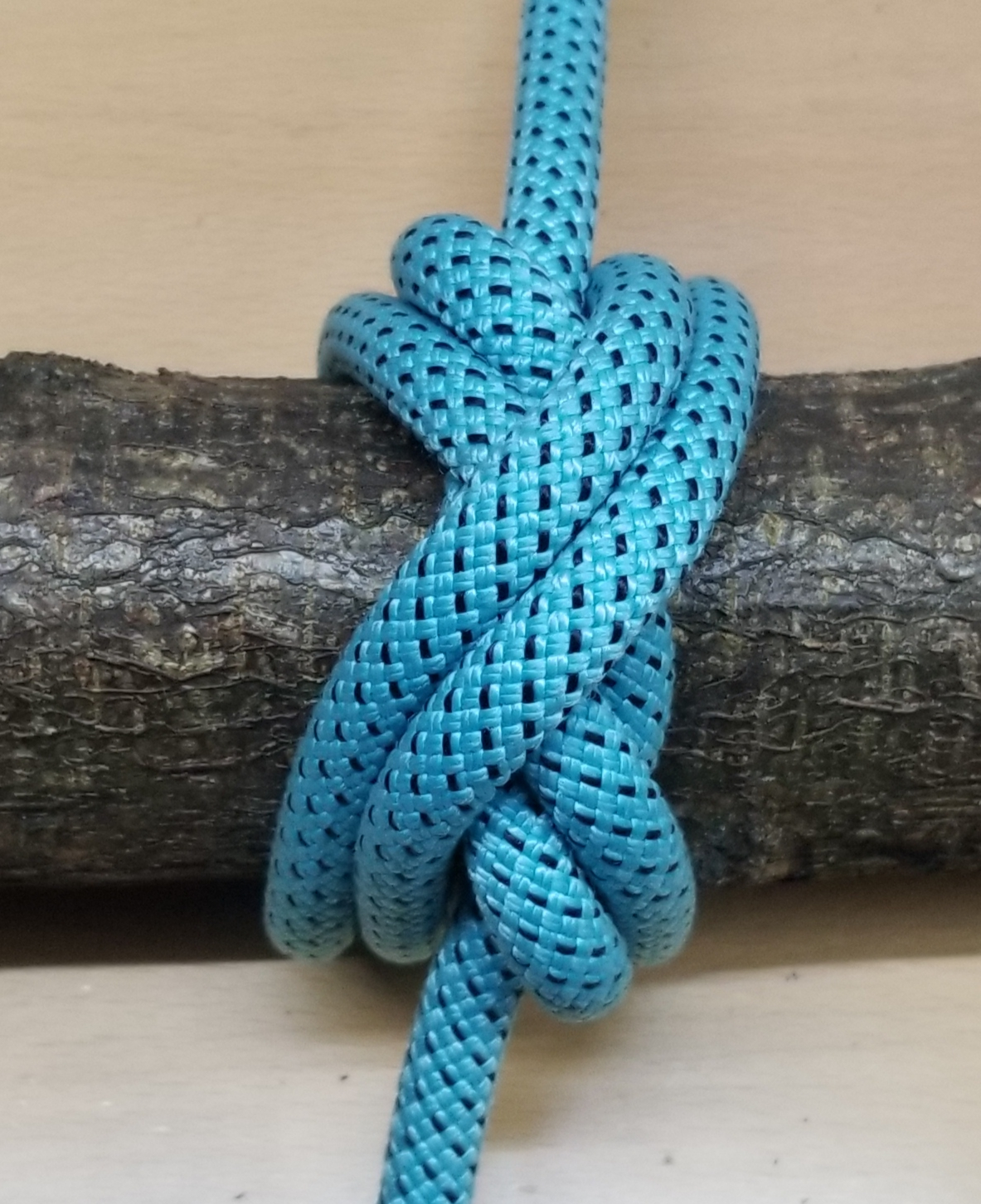
Bei einem größeren Durchmesser des zylindrischen Objektes kann man den Würgeknoten mit dem Boa-Knoten ersetzen.
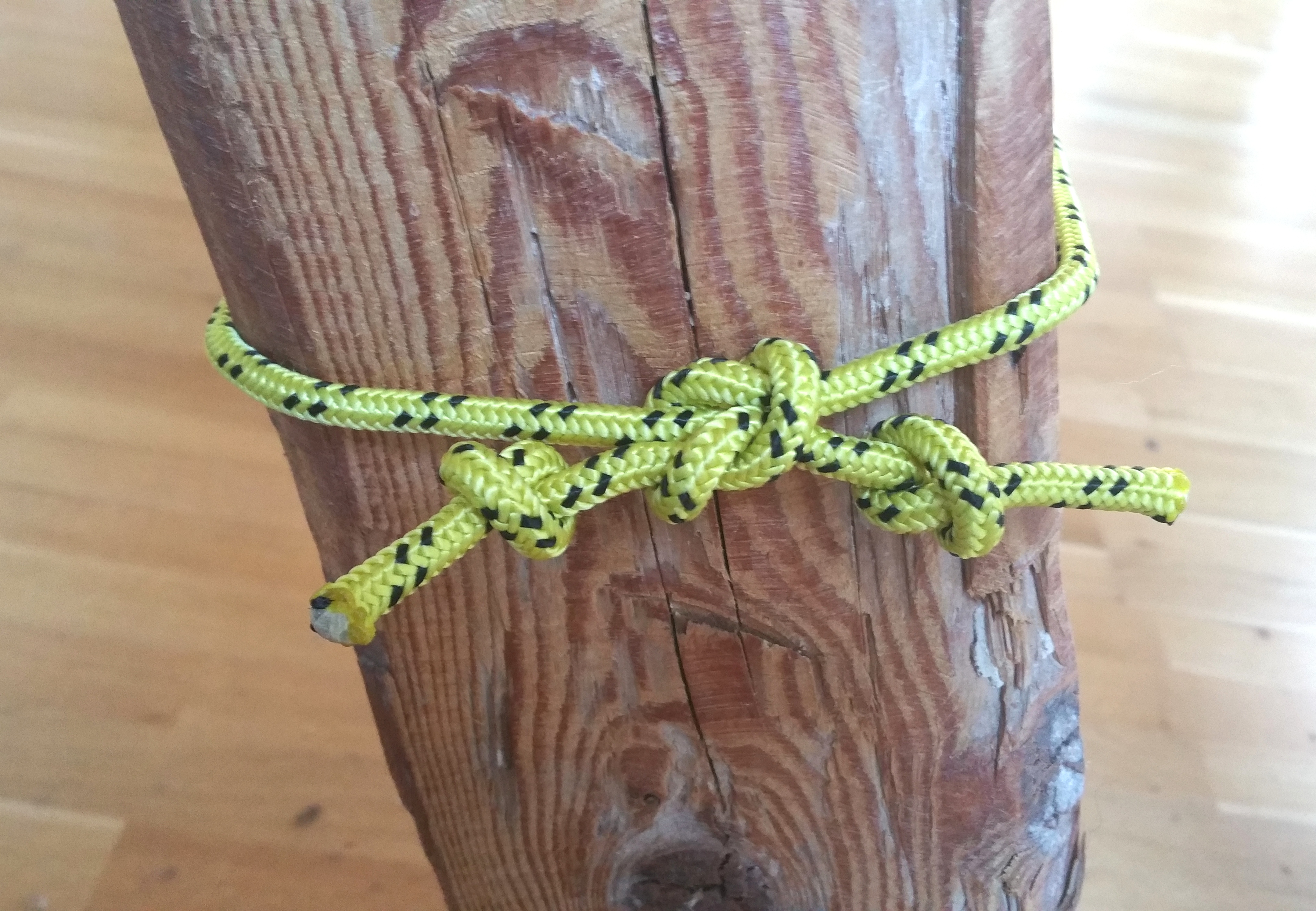
Zum Verschnüren von Objekten eignet sich auch der Kreuzknoten (hier mit zwei Überhandknoten gesichert).
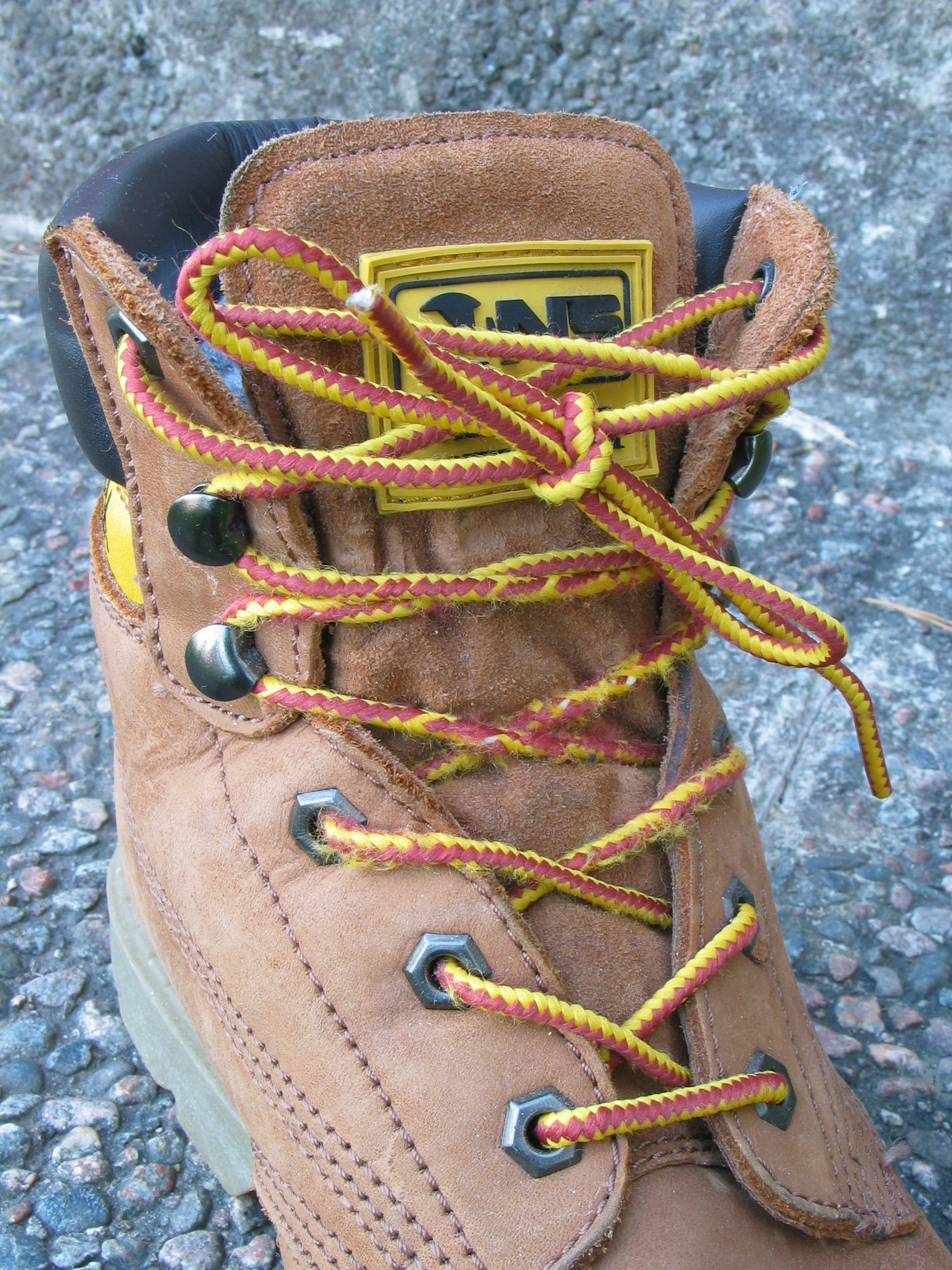
Ein doppelt auf Slip gelegter Kreuzknoten ergibt die Schuhschleife. Diese lässt sich leicht wieder öffnen.